# Теологический нонкогнитивизм
Теологический нонкогнитивизм — философская позиция, согласно которой религиозный язык, в частности слово «бог», не несёт когнитивного смысла. Часто считается синонимом игностицизма.

## Обзор
В зависимости от того, что понимается под смыслом, теологический нонкогнитивизм может быть обоснован различными путями. С позиции верификационизма Майкл Мартин заключает, что религиозный язык бессмыслен, поскольку не поддается верификации.
Доказывая, что за термином «бог» не стоит никакого понятия, Джордж Смит исходит из его атрибутов. Он заявляет, что осмысленных атрибутов бога не существует, есть лишь относительные или негативно определенные атрибуты, делающие термин бессмысленным.
Для каждого высказывания S теологический нонкогнитивизм может быть сформулирован следующим образом: S когнитивно бессмысленно тогда и только тогда, когда выражает немыслимое суждение или не выражает никакого. Высказывание «X это четырёхсторонний треугольник, который существует вне времени и пространства, не может быть увиден или измерен, и активно ненавидит голубые сферы» является примером немыслимого суждения. Невзирая на то, что высказывание выражает некую идею, она инкогерентна и поэтому не может быть принята к рассмотрению. Она неверифицируема и немыслима. Аналогичным образом высказывание «Y это то что есть» не выражает осмысленного суждения вне близкого разговорного контекста. В этом свете претензия верить в существование X или Y абсурдна в той же степени, что и вера в существование «бесцветных зеленых мыслей, которые яростно спят».
Такой взгляд находит подтверждение в современной психологии:
Научно-популярный журнал «Элементы»:

Психологические эксперименты показали, что далеко не все религиозные идеи, которые есть у людей, являются вполне осознанными. Например, люди на словах могут признавать, что Бог всемогущ и поэтому способен заниматься множеством дел одновременно. Но в ходе специального тестирования выясняется, что на бессознательном уровне люди считают иначе — что Бог все-таки решает проблемы по очереди, одну за другой. «Антропоморфизм» в представлениях людей о божестве проявляется также в том, что богов наделяют чисто человеческими особенностями восприятия, памяти, мышления, мотивации поступков. Многие из этих воззрений не осознаются самими верующими и часто вступают в прямое противоречие с той верой, которую они исповедуют на сознательном уровне.

Некоторые нонкогнитивисты считают, что позитивный атеизм означает доверие концепции бога, поскольку фактически предполагает существование чего-то понятного, во что возможно не верить. Это ведет к путанице из-за широкого распространения религиозной веры и общего использования последовательности букв «б», «о», «г», как если бы уже было принято соглашение, что она имеет какой-либо когнитивный смысл. С этой точки зрения позитивные атеисты ошибочно допускают, будто концепция бога действительно содержит выразимое и мыслимое суждение; впрочем, это зависит от того, какое конкретное определение бога используется.
Так же как игностицизм, последовательный теологический нонкогнитивизм ждёт вразумительного определения слова «бог» (как и любого другого метафизического высказывания, претендующего стать предметом обсуждения), прежде чем станет возможным привлекать аргументы «за» или «против» его существования.

## Дополнительные ссылки
- Atheism, Agnosticism, Noncognitivism (1998) by Theodore M. Drange
- The Argument from Non-Cognitivism, by James Lazarus, is a discussion of Smith-style noncognitivism.
- Theological Noncognitivism Examined  (недоступная ссылка с 11-05-2013 [4449 дней]), by Steven J. Conifer, is an examination of theological noncognitivism from a skeptical perspective.